# Tia Hellebaut
Tia Hellebaut (nascida Van Haver; Antuérpia, 16 de fevereiro de 1978) é uma atleta belga, especialista em salto em altura e provas combinadas. Proclamou-se campeã europeia de salto em altura em Gotemburgo 2006 e sagrou-se campeã olimpica nos Jogos Olímpicos de Pequim 2008.
A principio se dedicava somente nas provas combinadas, e participou em numerosas competições de heptatlo e pentatlo, entre elas os mundiais ao ar livre de Edmonton 2001 e Paris 2003. Embora nunca obteve resultados destacavéis a nível internacional.
Recentemente especializou em salto em altura, onde tem conseguido brilhar, sendo finalista nos Jogos Olímpicos de Atenas 2004 e nos Mundiais de Helsinque 2005.
Em 11 de agosto, no Campeonato Europeu de Gotemburgo 2006, Tia Hellebaut deu uma grande surpresa ao impor na prova de altura apesar de não contar entre as favoritas. Durante a prova, bateu duas vezes a sua melhor marca pessoal, primeiro com 2,01 e depois com 2,03. Esta altura também foi superada pela búlgara Venelina Veneva, mas Hellebaut o fez em sua primeira tentativa, ganhando por isso a medalha de ouro. Enquanto, a grande favorita Kajsa Berqvist, da Suécia, somente obteve a medalha de bronze com 2,01.
Em 23 de agosto de 2008, consegue o seu maior exito ao conquistar com a marca de 2,05, em sua primeira tentativa o ouro olímpico nos Jogos Olímpicos de Pequim 2008, esta façanha foi uma das maiores surpresas dos jogos já que a maior favorita ao ouro era a croata Blanka Vlašić. Mas ao saltar na segunda tentativa Vlašić teve que ceder a medalha de ouro a Hellebaut.
Com 1,82 m e 62 kg, suas pernas e sua magreza fazem que tenha o físico ideal de uma saltadora em altura. Reside em Tessenderlo, e seu treinador é Wim Vanderem.
Tem os recordes da Bélgica em heptatlo (ao ar livre), pentatlo (pista coberta), salto em altura e salto em distancia (pista coberta).

## Resultados
- Jogos Europeus junior Ljubljana 1997 - 11ª no heptalto (5157p)
- Jogos Europeus sub-23 de Gotemburgo 1999 - 6ª no heptatlo (5548)
- Jogos Europeus indoor de Gante 2000 - (abandonou no Heptatlo)
- Jogos Mundiais de Edmonton 2001 - 14ª no heptatlo (5680p)
- Jogos Mundiais de Paris 2003 - (abandonou no Heptatlo)
- Jogos Mundiais indoor de Budapeste 2004 - 5ª no heptatlo (4526p)
- Jogos Olímpicos de Atenas - 12ª em salto em altura (1,85)
- Jogos Mundiais de Helsinki 2005 - 6ª em salto em altura (1,93)
- Jogos Mundiais indoor de Moscou 2006 - 6ª em salto em altura (1,96)
- Jogos Europeus de Gotemburgo 2006 - 1ª em salto em altura (2,03)
- Jogos Olímpicos de Pequim 2008 - 1ª em salto em altura (2,05)

## Melhores  marcas
- Salto em altura (ao ar livre) - 2,05 (Pequim, 2008)
- Salto em Altura (indoor) - 1,97 (Tallinn, 2006)
- Heptatlo (ao ar livre) - 6.201 p (Götzis, 2006)
- Pentatlo (indoor) - 4.589 p (Aubière, 2004)
- Salto em distância (indoor) - 6,36 (Gante, 2006)